# Podhradie (Žilina)
|  | Per a altres significats, vegeu «Podhradie». |

Podhradie és un poble i municipi d'Eslovàquia que es troba a la regió de Žilina, al centre-nord del país. El 2023 tenia 676 habitants.

## Demografia
| Godina             | 1994 | 2004   | 2014   | 2024   |
| ------------------ | ---- | ------ | ------ | ------ |
| Nombre de persones | 715  | 688    | 668    | 679    |
| Diferència         |      | −3,77% | −2,90% | +1,64% |

| Godina             | 2023 | 2024   |
| ------------------ | ---- | ------ |
| Nombre de persones | 676  | 679    |
| Diferència         |      | +0,44% |